# Grotta di Fumane
Il Riparo Solinas, attualmente noto come Grotta di Fumane, è localizzato sopra la località Ca' Gottolo lungo la vecchia strada che va da Fumane alla frazione Molina, in provincia di Verona, mostra evidenze di frequentazione dell'Homo neanderthalensis e dei primi esseri umani moderni europei (EEMH - European early modern humans in inglese), riferibili ad un periodo compreso tra 60 000 e 30 000 anni, mentre i resti di animali risalgono fino a 90 000 anni fa.

## Scavi
Il Riparo, noto agli abitanti della zona come "Gli Osi" per via dei numerosi reperti che si trovavano, fu scoperto nel 1964 da Giovanni Solinas con il figlio Alberto Solinas, entrambi appassionati e studiosi della Paleontologia e della Preistoria locale. 

## Descrizione
Viene considerato da molti uno dei più importanti siti in Europa per il lungo periodo di utilizzo e per caratteristiche proprie. Si unisce ad un sistema di presenze preistoriche nel nord veronese che ha le più ampie ed importanti ed accessibili nel Riparo Soman, Riparo Tagliente nel Covolo di Camposilvano, nel sistema di grotte ai piedi del Ponte di Veja, nel Castelliere delle Guaite e in una miriade di presenze minori, frequentabili e documentate.
Nell sito sono stati ritrovati due denti di Cro-Magnon risalenti ad almeno 40 000 anni fa, ed altri due di Neanderthal. Il dente Fumane 2, sottoposto ad analisi del DNA antico, si è dimostrato appartenuto ai primi esseri umani moderni europei, uno dei più antichi resti umani ritrovati associato ad un contesto culturale di tipo protoaurignaziano.
Particolare importante è la presenza negli strati più recenti di una fossa usata come deposito dei rifiuti lasciando la grotta sgombra di essi, segno anche di come l'homo sapiens suddivideva lo spazio in zone più precise di quanto faceva il neanderthal.
Dalla parete si sono staccati disegni in ocra, datarti a 35 000, tra i più antichi disegni mai eseguiti. Ad oggi ne sono stati identificati cinque, di cui un paio molto conosciuti. Il primo rappresenta un essere cornuto per il quale sono state avanzate diverse ipotesi tuttora discusse: potrebbe trattarsi di uno sciamano (ipotesi molto discutibile) come di un semplice operatore rituale, con in mano un oggetto votivo, che non ha nulla a che fare con le pratiche sciamaniche, ma potrebbe anche essere una figura simbolica che sintetizza la sfera umana e quella animale, o una madre che tiene per mano un bambino, oppure un cacciatore con la preda (l'immagine dopo quasi 35.000 anni è molto sbiadita e le interpretazioni sono aperte). L'altro disegno raffigura un animale, un felide o un mustelide.
Il riparo era abitato prevalentemente dalla primavera all'autunno con uno spostamento invernale in zone meno fredde.
Una parte degli oggetti è presente al Museo di Sant'Anna d'Alfaedo. I reperti trovati vanno da selci e da utensili di osso a oggetti ornamentali, conchiglie e denti di cervo. Il ritrovamento di resti animali ha permesso una conferma della fauna della zona: la volpe, la iena, il lupo, l'orso bruno, la lince, il gatto selvatico e il leone delle caverne questi resti sono successivi anche alla presenza umana.

## Il museo
Il Riparo Solinas è stato strutturato come un insolito museo.
Con il contributo di una fondazione bancaria locale è stato reso accessibile alle visite del pubblico. Non ha accessibilità comoda per le persone diversamente abili per la sua localizzazione a centinaia di metri dal parcheggio più vicino e su una strada in forte salita.
Il lavoro di musealizzazione è stato curato da un gruppo di architetti guidati da Arrigo Rudi. La struttura ha due entrate, la prima è diretta sulla strada con una struttura di legno lamellare e plastica trasparente al fine di permettere l'entrata più alta possibile di luce naturale più un accesso secondario nella parte interna del bosco che permette di entrare nella parte alta della grotta evitando il percorso con scale a pioli. È in evidenza, e spiegato, lo scavo stratigrafico, datato col sistema del radio carbonio.
Ogni strato è evidenziato con i reperti trovati: carboni, carcasse di animali con le relative zone di macellazione, le schegge e le selci, sostanze organiche e strumenti.
La struttura entra nel sistema museale della Lessinia che coinvolge in prima istanza la Comunità montana della Lessinia e in secondo piano l'Ente Parco e il comune.